# Hilas
|  | No s'ha de confondre amb Hiles. |

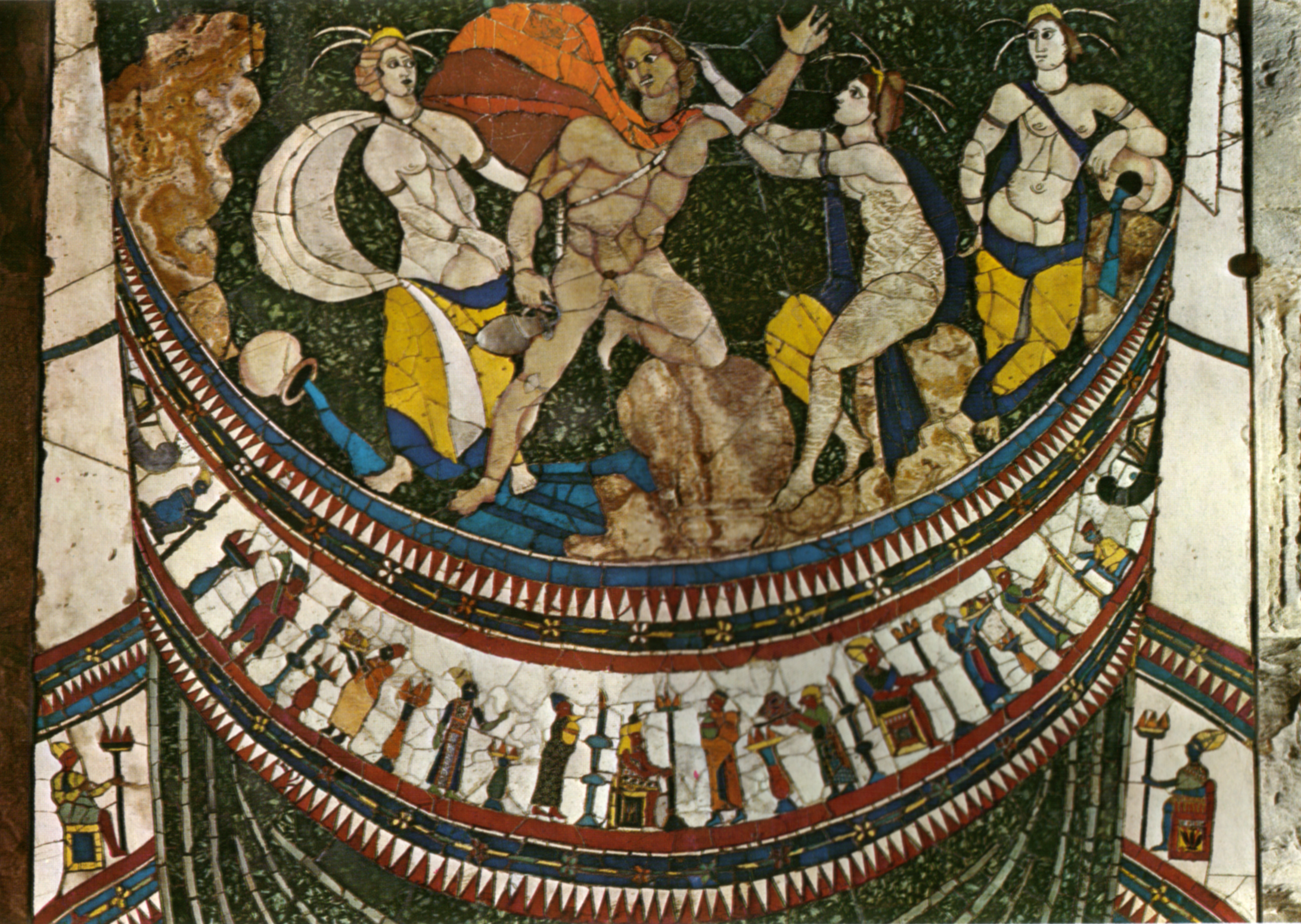
El rapte d'Hilas en un gerro del.

Hilas (en grec antic Ὕλας), segons la mitologia grega, fou un heroi grec, fill de Tiodamant, rei dels driops, i de Menòdice.
Quan Hèracles lluitava contra els driops, va matar Tiodamant i es va endur el seu fill Hilas, jove d'extraordinària bellesa del que s'havia enamorat. Hilas s'embarcà amb ell en l'expedició dels argonautes. Mentre feien una escala a les costes de Mísia, i Hèracles anava a talar un arbre per substituir un rem que s'havia trencat, fou encarregat d'anar a cercar aigua, a una font del bosc, o potser del riu, (o del llac) Ascani. Les nimfes de l'indret, en veure'l tan bell, se n'enamoraren i el van raptar arrossegant-lo cap al fons de l'estany per donar-li la immortalitat. En no tornar, el van cridar molta estona, sense obtenir resposta. Els argonautes van llevar àncores, i Hèracles abandonà l'expedició per cercar-lo, però malgrat la seua perseverança no el va trobar mai més. Hèracles sospità que els misis l'havien raptat, i va fer ostatges i ordenà a la població que sortissin a buscar-lo, acte que els missis continuaven fent anualment de forma solemne: celebraven una festa on els sacerdots pujaven en processó dalt d'una muntanya i cridaven tres cops el nom d'Hilas.